# 奥马尔清真寺 (伯利恒)
奥马尔清真寺（阿拉伯语：‎）是伯利恒老城最古老的也是唯一的清真寺，位于马槽广场，靠近圣诞教堂。

## 历史
该清真寺得名于伊斯兰教的第2任哈里发奥马尔。637年，穆斯林征服耶路撒冷后，奥马尔曾前往伯利恒，颁布法律，保证尊重圣地以及基督徒和神父的安全。伊斯兰教先知穆罕默德去世仅仅四年之后，据说奥马尔在该清真寺的位置祈祷。
这座清真寺建于1860年，长期没有经过重建，直至1955年，在约旦控制该市期间。用于建造清真寺的土地系希腊正教会捐赠。在过去，灯泡出现之前，伯利恒的穆斯林和基督徒提供橄榄油点亮清真寺的周围是常见的，这是在该市宗教共存的证据。
2006年2月20日，由于来自中国政府的压力，巴勒斯坦外交部取消达赖喇嘛参观该清真寺的安排。
2007年2月，以色列国家安全局在奥马尔清真寺逮捕了阿訇为哈马斯招募的20名男子。尽管如此，在2007年圣诞夜巴勒斯坦国总统马哈茂德·阿巴斯来访时，清真寺依然保持了平静。